# Биг Бенг (група)
Вижте пояснителната страница за други значения на Големия взрив.
Биг Бенг (на корейски: 빅뱅; на английски: Big Bang, „Големият взрив“; често стилизирано като BIGBANG) е четеричленна мъжка южнокорейска група, създадена през 2006 година от лейбъла YG Entertainment. Групата се състои от Джи-Драгън (G-Dragon), Ти О Пи (TOP), Таеянг (Taeyang), Даесънг (Daesung). Групата официално дебютира на 19 август 2006 г., а първият им сингъл „We Belong Together“ с участието на Бом Парк излиза на 28 август същата година.
Пробивът на Биг Бенг идва с песента Lies (2007), реализирана една година след дебюта им, която покорява корейските музикални класации, правейки рекорд за първо място седем поредни седмици. С нея групата печели песен на годината през 2007 на „Mnet Korean Music Festival“. През следващите години групата става все по-популярна с песните "Last Farewell” (2007), Sunset Glow (2008), Haru Haru (2008), Fantastic baby (2012). През 2008 година групата дебютират и в Япония. След техните японски промоции момчетата започват солова кариера. Джи-Драгън се отличава като модна икона и композитор, заедно с Ти О Пи издават няколко под албума с името GD&TOP. Таеянг има солови албуми. През 2014 реализира песента „Eyes, Nose, Lips“, която става огромен хит в Южна Корея, а по-късно са и направени няколко кавъра на изпълнители от същата компания озаглавени „Cover project“. Даесънг и Сеунгри промотират албуми в Япония, докато Ти О Пи се изявява като актьор и е най-познат с участието си в Ирис.
След две години почивка групата се завръща през 2011 с новия си албум „Tonight“. В края на годината Биг Бенг печелят награда за Best Worldwide Act на „2011 MTV Europe Music Awards“.

## Дискография

### Студийни албуми

#### Корейски
- Bigbang Vol.1 (2006)
- Remember (2008)
- Made (2015)

#### Японски
- Number 1 (2008)
- Big Bang (album) (2009)
- Big Bang 2 (2011)
- Alive (2012)

### Компилации
- The Best of Big Bang (2011)
- The Best of Big Bang 2006-2014 (2014)

### EP

#### Корейски
- Always (2007)
- Hot Issue (2007)
- Stand Up (2008)
- Tonight (2011)
- Alive (2012)

#### Японски
- For the World (2008)
- With U (2008)
- Special Final in Dome Memorial Collection (2012)

### Сингъл албуми
- BIGBANG/We Belong Together (2006)
- Bigbang is V.I.P/La La La (2006)
- BIGBANG 03 (2006)
- M (2015)
- A (2015)
- D (2015)
- E (2015)

### Сингли

#### Корейски
- Dirty Cash (2006)
- Shake It (2006)
- Lies (2007)
- Always (2007)
- Last Farewell (2007)
- Haru Haru (2008)
- Sunset Glow (2008)
- Tonight (2011)
- Love Song (2011)
- Blue (2012)
- Bad Boy (2012)
- Fantastic Baby (2012)
- Monster (2012)
- Loser (2015)
- Bae Bae (2015)
- Bang Bang Bang (2015)
- We Like 2 Party (2015)
- If You (2015)
- Sober (2015)
- Zutter (2015)
- Let's Not Fall In Love (2015)
- Last Dance(2016)
- FXXK It (2016)
- Flower Road (2018)

#### Японски
- How Gee (2008)
- With U (2008)
- Number 1 (2008)
- My Heaven (2009)
- Gara Gara Go! (2009)
- Koe o Kikasete (2009)
- Tell Me Goodbye (2010)
- Beautiful Hangover (2010)

## Турнета
- The Real (2006)
- Want You Tour (2007)
- The Great (2007)
- Global Warning Tour (2008)
- Stand Up Tour (2008)
- Big Show 2009 (2009)
- Big Show 2010 (2010)
- Electric Love Tour (2010)
- Big Show 2011 (2011)
- Love and Hope Tour (2011)
- Alive Galaxy Tour (2012 – 2013)
- Japan Dome Tour + Big Bang+α (2013 – 2014)
- Dome Tour: X (2014 – 2015)
- MADE 2015 World Tour (2015 – 2016)
- Last Dance Tour (2017)